# Kestie Morassi
Kestie Morassi (Adelaida, Australia Meridional; 9 de agosto de 1978) es una actriz australiana, que interpretaba a Nat en la serie australiana Satisfaction.

## Biografía
En 1996 se graduó de la escuela de Arte Dramático de Melbourne.

## Carrera
Kestie ha aparecido en series como Stingers, The Secret Life of Us, BeastMaster, The Saddle Club, la exitosa serie australiana Neighbours, entre otras.
En 2003 obtuvo un pequeño papel en la película de terror Darkness Falls donde interpretó a la enfermera Lauren. 
En 2005 se unió al elenco de la película de terror Wolf Creek donde interpretó a Kristy Earl, una joven turista que junto a sus amigos Ben Mitchell y Liz Hunter son atacados por un extraño y deben de luchar para mantenerse con vida y huir de Mick Tyalor (John Jarratt), un asesino serial. La película está inspirada en la historia real de Peter Marco Falconio, un turista británico que desapareció en Australia mientras viajaba con su novia Joanne Lees. El cuerpo de Peter nunca fue encontrado y el criminal Bradley John Murdoch fue enjuiciado por su asesinato.
En 2007 se unió al elenco de la serie Satisfaction donde interpretó a la Madama Natalie "Nat" hasta 2010 después de que la serie terminara.
En 2008 obtuvo un papel recurrente en la primera temporada de la aclamada serie australiana Underbelly donde dio vida a la sexy defensora de los criminales Zarah Garde Wilson. Dos años después en el 2010 apareció como personaje invitado en la serie Offspring donde interpretó a Ivy.
El 21 de junio del 2017 se unió al elenco principal de la popular serie australiana Home and Away donde interpretó a Maggi Astoni, hasta el 14 de julio del 2020, después de que su personaje se mudara a Italia junto con su esposo Ben (Rohan Nichol).

## Filmografía

### Series de televisión
| Año         | Serie                      | Personaje             | Notas                                |
| ----------- | -------------------------- | --------------------- | ------------------------------------ |
| 2017 - 2020 | Home and Away              | Maggie Astoni         | 392 episodios                        |
| 2016        | Winners & Losers           | Marina Murphy         | episodio "Cold Hard B#tch"           |
| 2015        | Childhood's End            | Presentadora de "WGM" | episodio "The Overlords" - miniserie |
| 2014        | The Doctor Blake Mysteries | Elaine Greenslade     | episodio "The Ties of the Past"      |
| 2010        | Offspring                  | Ivy                   | 3 episodios                          |
| 2010        | Wilfried                   | Kat                   | episodio "Kiss Me Kat"               |
| 2007 - 2010 | Satisfaction               | Natalie               | 30 episodios                         |
| 2008        | Underbelly                 | Zarah Garde Wilson    | 5 episodios                          |
| 2006        | Two Twisted                | Rose                  | episodio "Love Crimes"               |
| 2003        | Stingers                   | Simone                | episodio "Lies and Secrets"          |
| 2002        | The Secret Life of Us      | Larissa               | 2 episodios                          |
| 2001        | BeastMaster                | Eriel                 | episodio "The Legend Reborn"         |
| 2001        | The Saddle Club            | Mrs. Sharlow          | episodio "Set Up"                    |
| 2000        | Eugenie Sandler P.I.       | Nicole                | episodio # 1.2                       |
| 1996        | Neighbours                 | Charnelle Edwards     | episodio # 1.2539                    |

### Películas
| Año  | Título                        | Personaje        | Notas |
| ---- | ----------------------------- | ---------------- | --- |
| 2012 | Fearless                      | Rachel Lepinsky  | corto - junto a Reece Milne & Mikhael Wilder                                                                |
| 2012 | Real Meal Deal                | Activista        | corto - junto a Rob Alec, Heidi Arena, Thomas Fisher, Robert Pham & Simon Russell                           |
| 2010 | Blame                         | Cate             | junto a Sophie Lowe, Ashley Zukerman, Damian de Montemas & Saskia Hampele                                   |
| 2010 | The Wedding Party             | Jacqui           | junto a Josh Lawson, Isabel Lucas, Essie Davis, Nadine Garner & Nikolai Nikolaeff                           |
| 2010 | Birthday                      | Lily             | junto a Travis McMahon & Richard Wilson                                                                     |
| 2009 | Pinata                        | Wendy            | corto |
| 2008 | Jump                          | Huésped          | corto - junto a Damien Cassidy                                                                              |
| 2008 | Signs                         | Stacey           | corto - junto a Nick Russell                                                                                |
| 2005 | The Illustrated Family Doctor | Jennifer         | junto a Samuel Johnson, Colin Friels & Jessica Napier                                                       |
| 2005 | Wolf Creek                    | Kristy Earl      | junto a Nathan Phillips, Cassandra Magrath, John Jarratt & Andy McPhee                                      |
| 2004 | Josh Jarman                   | Sasha            | junto a Marcus Graham & Kim Gyngell                                                                         |
| 2004 | Thunderstruck                 | Amy              | junto a Stephen Curry, Ryan Johnson, Callan Mulvey, Sam Worthington & Roy Billing                           |
| 2004 | Strange Bedfellows            | Carla            | junto a Michael Caton, Paula Duncan, Roy Billing & Rob Carlton                                              |
| 2003 | Travelling Light              | Rhonda           | junto a Pia Miranda, Marshall Napier, Sacha Horler & Anna Torv                                              |
| 2003 | Darkness Falls                | Enfermera Lauren | junto a Chaney Kley & Emma Caulfield                                                                        |
| 2002 | Dirty Deeds                   | Margaret         | junto a Toni Collette, Sam Neill, Sam Worthington, Felix Williamson, William McInnes & Brett Hicks-Maitland |
| 2002 | The Merchant of Fairness      | Katrina          | junto a Andrew Curry                                                                                        |

### Videos musicales
| Año  | Artista | Canción                              | Notas                                                |
| ---- | ------- | ------------------------------------ | ---------------------------------------------------- |
| 2002 | Ben Lee | "Something Borrowed, Something Blue" | apareció en el video musical - junto a Joel Edgerton |

## Premios y nominaciones
| Año  | Categoría                      | Premio                                    | Películas   | Resultado |
| ---- | ------------------------------ | ----------------------------------------- | ----------- | --------- |
| 2011 | Best Supporting Actress        | Melbourne Underground Film Festival Award | Birthday    | Ganadora  |
| 2005 | Best Supporting Actress        | AFI Award                                 | Wolf Creek  | Nominada  |
| 2002 | Best Supporting Female Actress | FCCA Award                                | Dirty Deeds | Nominada  |